# کاشت یون غوطه‌ور در پلاسما

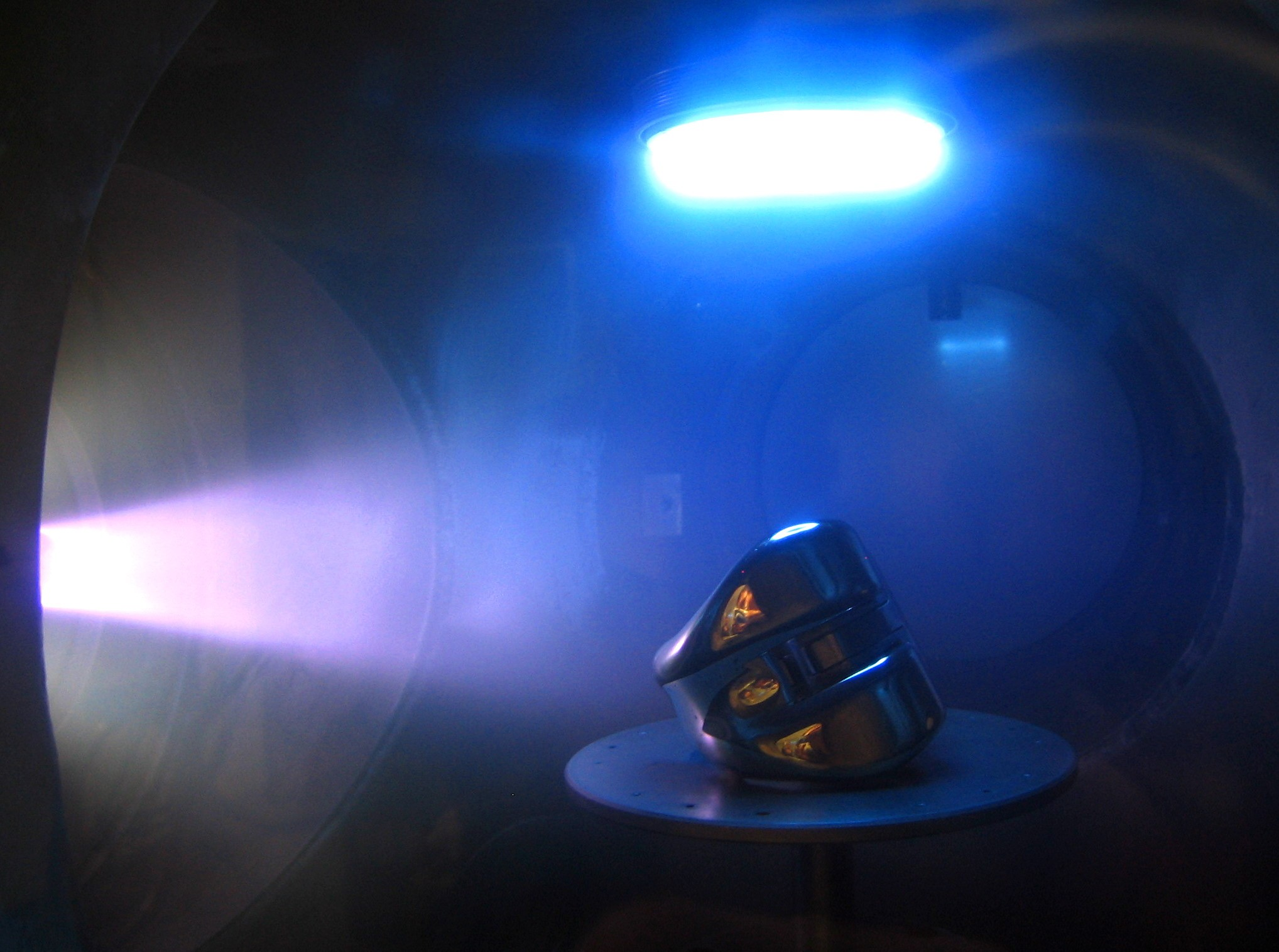
فرایند PIII با منبع پلاسما ECR و مگنترون

کاشت یون غوطه‌ور در پلاسما (اختصاری PIII) (به انگلیسی: Plasma-immersion ion implantation) یا آلایش پالسی‌پلاسما (به انگلیسی: pulsed-plasma doping) (اختصاری PIII پالسی) یک فنّ اصلاح سطحی است که برای استخراج یون‌های شتاب‌دار از پلاسما با اعمال یک منبع تغذیه DC پالسی ولتاژ بالا یا منبع تغذیه DC خالص و هدف قراردادن آنها به یک زیرلایه یا الکترود مناسب با یک ویفر نیم‌رسانا روی آن قرار داده شده تا با مواد آلاینده مناسب کاشته شود. الکترود یک کاتد برای پلاسمای الکتروکشانی است، در حالی که یک آند برای پلاسمای الکترون‌کشانی است. پلاسما را می‌توان در یک محفظه خلاء با طراحی مناسب با کمک منابع پلاسمای مختلف مانند منبع پلاسمای تشدید سیکلوترون الکترون تولید کرد که پلاسما با بالاترین چگالی یونی و کمترین سطح آلودگی، منبع پلاسمای هلیکن، منبع پلاسمای تزویج‌شده خازنی، منبع پلاسمای تزویج‌شده القایی تولید می‌شود. تخلیه درخشش DC و قوس بخار فلزی (برای گونه‌های فلزی). محفظه خلاء می‌تواند دو نوع باشد - نوع دیودی و نوع تریودی بسته به اینکه منبع تغذیه مانند مورد اول به زیرلایه اعمال شود یا مانند مورد دوم به شبکه آژدار.

## کارکرد

کاشت یون غوطه‌ور پلاسما از نوع مرسوم یا دیودی

در یک نوع غوطه‌وری مرسوم از سامانه PIII، که به عنوان پیکربندی نوع دیودی نیز نامیده می‌شود، ویفر در پتانسیل منفی نگه داشته می‌شود زیرا یون‌های دارای بار مثبت پلاسمای الکتروکشانی آنهایی هستند که استخراج و کاشته می‌شوند. نمونه ویفری که باید تحت پردازیده قرار گیرد بر روی یک نگهدارنده نمونه در یک محفظه خلاء قرار می‌گیرد. نگهدارنده نمونه به منبع تغذیه ولتاژ بالا وصل شده و از دیوار محفظه عایق الکتریکی است. با استفاده از سامانه‌های پمپاژ و تغذیه گاز، جوی از گاز درحال کار با فشار مناسب ایجاد می‌شود.
هنگامی که زیرلایه به یک ولتاژ منفی (چند کیلو ولت) بایاس می‌شود، میدان الکتریکی برآیند، الکترون‌های راه‌اندازی را از زیرلایه در مقیاس زمانی فرکانس پلاسمای الکترون وارون ωe-1 (ثانیه 9-10~) دور می‌کند؛ بنابراین یک ماتریس یونی غلاف دبای که از الکترون تهی‌شده است در اطراف آن تشکیل می‌شود. زیرلایه با بایاس منفی یون‌ها را در یک مقیاس زمانی فرکانس پلاسما یون وارون ωi-1 (ثانیه 6-10~) شتاب می‌بخشد. این حرکت یونی، چگالی یون را در بدنه کم‌تر می‌کند، که باعث می‌شود مرزبندی غلاف-پلاسما به‌منظور حفظ افت پتانسیل اعمال‌شده گسترده شود، در این فرایند یون‌های بیشتری را پرتودهی می‌کند. غلاف پلاسما گسترده می‌شود تا زمانی که به یک حالت پایدار برسد که به آن حد قانون چایلد لانگمویر می‌گویند؛ یا ولتاژ-بالا مانند مورد بایاس DC پالسی خاموش می‌شود. بایاس‌کردن پالسی بر بایاس DC ترجیح داده می‌شود زیرا در طول زمان روشن شدن پالس و خُنثایِش بارهای ناخواسته انباشته‌شده روی ویفر در دوره پس‌تابی (یعنی پس از پایان پالس) آسیب کمتری ایجاد می‌کند. در مورد بایاس پالسی، زمان روشن‌شدن پالس TON به‌طور کلی در ۲۰–۴۰ میکروثانیه نگه داشته می‌شود، در حالی که TOFF در ۰٫۵–۲ میلی‌ثانیه نگه داشته می‌شود، یعنی یک چرخه کاری ۱–۸٪. منبع تغذیه مورد استفاده در محدوده ۵۰۰ ولت تا صدها کیلوولت و فشار در محدوده ۱–۱۰۰ میلی‌تُور می‌باشد. این اصل اساسی عملکرد غوطه‌وری نوع PIII است.
در صورت پیکربندی نوع ترایودی، یک شبکه آژدار مناسب بین زیرلایه و پلاسما قرار می‌گیرد و یک بایاس DC پالسی روی این شبکه اعمال می‌شود. در اینجا همان تئوری اعمال می‌شود که قبلاً مورد بحث قرار گرفت، اما با این تفاوت که یون‌های استخراج شده از سوراخ‌های شبکه، زیرلایه را بمباران می‌کنند و درنتیجه باعث کاشت می‌شوند. از این نظر، کاشت‌کننده PIII نوع ترایودی یک نسخه ابتدایی از کاشت یون است زیرا حاوی اجزای زیادی مانند راهبری باریکه یونی، فوکوس باریکه، شتاب‌دهنده‌های توری اضافی و غیره نیست.

## دیگر منابع
سی‌آر ویسواناتان، "آسیب ناشی از پلاسما (Plasma induced damage)"، میکروالکترونیک اینجینیرینگ، جلد. ۴۹، شماره ۱–۲، نوامبر ۱۹۹۹، صص. ۶۵–۸۱.